# Cecílie horská
Cecílie horská (Boulengerula taitana, syn. Afrocaecilia taitana) je obojživelník, červor z čeledi Herpelidae. Tento druh popsal Arthur Loveridge v roce 1935. Je endemitem pro stát Keňa. Vyskytuje se na třech horách (Dawida, Mbololo a Kasigau) v pohoří Taita Hills na jihovýchodě státu až do 1 900 metrů nad mořem. Podobně jako jiné druhy červorů, i cecílie horská žije pod zemí, obývá hlavně vlhké půdy. Převážně během období dešťů se pak přesouvá i do vyšších vrstev půdy a tedy ji lze nejlépe objevit. Podle Mezinárodního svazu ochrany přírody je cecílie horská ohroženým druhem, největším nebezpečím jsou zásahy do přirozeného prostředí následkem odlesňování či zemědělství; i když málo intenzivní zemědělství tento druh snáší dobře, jeho větší rozmach už představuje problém. Historicky byla cecílie horská též odchytávána pro obchod se zvířaty.
Cecílie horská měří přes 30 cm, samci bývají větší nežli samice. Zbarvení těla je modravé. Druh vyhledává v půdě různé druhy bezobratlých, jako jsou mravencovití, termiti nebo žížaly, kterými se živí. Vajíčka klade na začátku období dešťů, pářit se však může celoročně, pravděpodobně tedy samice potlačuje vývoj zárodků nebo si sperma samců uchovává na správný čas. Do komůrky v podzemí samice klade 2–9 vajec. Vylíhnutá mláďata prodělávají přímý vývoj. Matka mláďata krmí vlastní kůží, která je bohatá na lipidy. Podobný způsob krmení byl zaznamenán také u cecílie kroužkované (Siphonops annulatus), která je široce rozšířena v Jižní Americe. Je možné, že tato vlastnost se vyvinula u posledního společného předka těchto dvou druhů a je mezi současnými červory šířeji rozšířena. Možností je také, že jde o příklad konvergentního vývoje mezi oběma druhy.